# 李联五
李联五（1957年—），河南淮阳人，汉族，中华人民共和国政治人物、第十二届全国人民代表大会河南地区代表。
毕业于中国地质大学油田开发工程专业。加入中国共产党。担任河南石油勘探局局长、河南油田分公司总经理。2008年起担任全国人大代表。2013年，担任全国人大代表。